# Sint-Pauluskerk (Stalle)
De Sint-Pauluskerk (Frans: Église Saint-Paul) is een kerkgebouw in de Belgische gemeente Ukkel in het Brussels Hoofdstedelijk Gewest. De kerk staat aan de Baron Guillaume Van Hammestraat in de wijk Stalle.
De kerk is gewijd aan de apostel Paulus.

## Geschiedenis
In 1925 werd de parochie Sint-Paulus van Ukkel-Stalle opgericht.
In 1942 begon men met de bouw van de kerk naar het ontwerp van architect Gaudin.
In 1952 werd de kerk ingewijd.

## Gebouw
Het georiënteerde kerkgebouw bestaat uit een spitsboogvormig ingangsportaal in het westen met daarboven een lage klokkentoren en een schip met vijf traveeën. De vijf traveeën hebben elk eigen topgevels met steekdaken. De klokkentoren heeft een ingesnoerde torenspits met bol en naaldspits.